# Ettayapuram
Ettayapuram là một thị xã panchayat của quận Toothukudi thuộc bang Tamil Nadu, Ấn Độ.

## Nhân khẩu
Theo điều tra dân số năm 2001 của Ấn Độ, Ettayapuram có dân số 12.800 người. Phái nam chiếm 48% tổng số dân và phái nữ chiếm 52%. Ettayapuram có tỷ lệ 69% biết đọc biết viết, cao hơn tỷ lệ trung bình toàn quốc là 59,5%: tỷ lệ cho phái nam là 78%, và tỷ lệ cho phái nữ là 61%. Tại Ettayapuram, 10% dân số nhỏ hơn 6 tuổi.